# Тимірязєв (теплохід, 1931)
«Тиміря́зєв» (рос. Тимирязев) — радянський вантажний теплохід, споруджений на миколаївському суднобудівному заводі імені 61 комунара в 1931 році. Входив до складу Чорноморського морського пароплавства.
Потоплений італійцями у 1937 році.

## Загибель судна
17 серпня 1937 року пароплав «Тимірязєв» вийшов з британського порту Кардіфф у Порт-Саїд (Єгипет) з вантажем вугілля у 2834 тонни. Ідучи зі швидкістю 10 миль за годину, 29 серпня пароплав пройшов французький порт Оран в Алжирі.
30 серпня о 16 годині у Середземному морі з пароплава було помічено військове судно типу міноносця, яке перейшло на курс «Тимірязєва» і проходило попереду. Через деякий час міноносець розвернувся і пішов контркурсом. При проходженні повз пароплав лівим бортом, на міноносцеві було розпізнано італійський прапор, а на носі — напис «Т. В.». О 16 годині 20 хвилин міноносець, пройшовши корму «Тимірязєва», вдруге повернувся. За 5 хвилин, підійшовши до траверзи лівого борту на відстань трьох кабельтових, міноносець звернув ліворуч і пішов у напрямку Алжира.
На горизонті з лівого борту було помічене друге військове судно. О 20 годині 05 хвилин у 36°58' північної широти 04°06' східної довготи пароплав «Тимірязєв» отримав удар торпедою в лівий борт трюму № 2, але судно утрималось на плаву. Машина зупинилася. О 20 годині 10 хвилин відновлено аварійне освітлення й переведено судно на ручне керування. У цей час «Тимірязєв» отримав другий торпедний удар у тому ж місці, ближче до носа і глибше. Судно почало тонути. О 20 год. 15 хв. спущено шлюпки на воду, а о 20 годині 20 хвилин пароплав занурився у воду.

## Доля екіпажу
Увесь екіпаж пароплава на двох шлюпках о 1 годині ночі 31 серпня 1937 року дістався порту Делліс. 1 вересня команда дісталася Алжиру, де отримала розпорядження від радянського повпредства виїхати в Париж (Франція). Увечері 3 вересня команда пароплава прибула до Парижа, де її зустрів повірений у справах СРСР Гіршфельд.
12 вересня на теплоході «Смольний» екіпаж у повному складі прибув до Ленінграда.

## Капітани пароплава
- 1935—1936 — Мезенцев Георгій Опанасович;
- 1936—1937 — Риндюк А. А.